# Agelanthus prunifolius
Agelanthus prunifolius là một loài thực vật có hoa trong họ Loranthaceae. Loài này được (E.Mey. ex Harv.) Polhill & Wiens mô tả khoa học đầu tiên năm 1998.